# 1941 ve fotografii
Tento článek obsahuje významné fotografické události v roce 1941.

## Události
- Společnost Agfa představila první barevný papír na chromogenní bázi.
- Vyšla publikace Louons Now Great Men, spisovatel: James Agee a fotograf: Walker Evans.
- Ansel Adams pořídil fotografii Východ Měsíce, Hernandez, Nové Mexiko

## Narození v roce 1941
- 1. ledna – Guido Guidi, italský fotograf
- 9. ledna – Tomáš Vlček, český historik, teoretik umění a fotograf
- 17. ledna – Hans-Peter Feldmann, německý umělec a fotograf, žil a pracoval v Düsseldorfu, od roku 1968 pracoval jako konceptuální fotograf († 30. května 2023)
- 21. ledna – Luděk Švorc, kladenský fotograf a spisovatel († 27. února 2019)
- 11. února – Ahae, japonský fotograf
- 13. února – Bruno Barbey, francouzský fotograf († 9. listopadu 2020)
- 18. února – Paul McDonough, americký pouliční fotograf působící v New Yorku (†  25. března 2025)
- 3. března – Růžena Švecová, česká fotografka a pedagožka, témata: děti, nemocnice, městská panoramata; členka českobudějovické fotografické skupiny Fotos († 18. března 2018)
- 11. března – Larry Fink, americký fotograf nejznámější svými černobílými snímky lidí na večírcích a v jiných společenských situacích († 25. listopadu 2023)
- 16. března – Mari Mahrová, maďarsko-britská novinářská a umělecká fotografka
- 20. března – Pavel Baňka, český fotograf
- 7. dubna – Remo Raffaelli, lucemburský malíř, sochař a fotograf italského původu († 6. března 2020)
- 18. dubna – Michel Medinger, lucemburský fotograf a bývalý sportovec († 14. ledna 2025)
- 29. dubna – Jean-Marie Bottequin, belgický fotograf, fotoreportér a mim
- 29. dubna – Hanne Darbovenová, německá konceptuální umělkyně poválečného německého umění 20. století, kresby založené na geometrických nebo algebraických operacích, do papírových listů vpisovala čísla, znaky a slova, vztah mezi prostorem a časem, odkazy na historické a osobní události, publikace, filmy, skladby nebo instalace († 9. března 2009)
- 10. května – Daniela Sýkorová, česká fotografka a fotožurnalistka
- 12. května – Guy Le Querrec, francouzský fotograf
- 12. května – Hannu Hautala, finský fotograf přírody a spisovatel († 20. července 2023)
- 2. června – Lars Epstein, švédský novinář a fotograf
- 6. června – Markus Raetz, švýcarský malíř, sochař a fotograf († 14. dubna 2020)
- 7. června – Tony Ray-Jones, britský fotograf
- 21. června – Judy Dater, americká fotografka a feministka
- 18. července – Michael Erlewine, americký hudebník, astrolog, fotograf, televizní moderátor
- 29. července – Frits Solvang, norský fotograf
- 25. srpna – Harry Gruyaert, belgický fotograf a člen Magnum Photos
- 29. srpna – Sibylle Bergemann, německá fotografka († 1. listopadu 2010)
- 7. září – Viktor Kolář, český fotograf
- 24. září – Linda McCartney, americká fotografka, klávesistka, aktivistka za práva zvířat († 17. dubna 1998)
- 16. října – Oldřich Škácha, český dokumentární fotograf († 29. března 2014)
- 14. listopadu – Pavel Hudec Ahasver, český fotograf
- 14. listopadu – Brian Astbury, jihoafrický fotograf, divadelní režisér, učitel herectví a psaní († 5. března 2020)
- 16. listopadu – Katharina Sieverdingová, německá a vysokoškolská učitelka a fotografka známá svými autoportréty narozená v Praze
- 17. listopadu – Sarah Moon, francouzská fotografka, modelka a režisérka
- 30. listopadu – Golam Mustafa, bangladéšský fotograf († 9. července 2021)
- 8. prosince – Stig Brøgger, dánský umělec, který pracoval se sochou, malbou, instalacemi a fotografií († 8. února 2021)[1]
- 28. prosince – Jean-Louis Nou, francouzský fotograf († 28. dubna 1992)
- ? – Andrzej Sawa, polsko-jihoafrický fotograf, pro magazín Sunday Times fotografoval sportovní události, portréty, celebrity, přemísťování zvířat v národním parku Etosha v Namibii, dvě LP pro skupinu Queen
- ? – Marie-Christine Schrijenová, francouzská fotografka belgického původu († 17. října 2024)
- ? – Wesley Stacey, australský fotograf a fotožurnalista, spoluzakladatelem Australian Center for Photography († 9. února 2023)
- ? – Olivia Parkerová, americká fotografka
- ? – George Forss, americký fotograf  († 17. července 2021)
- ? – Elisabetta Catalano, italská umělecká fotografka († 4. ledna 2015)
- ? – Peter Leibing, německý fotograf († 2. listopadu 2008)
- ? – Victoria Schultz, finská fotografka a producentka

## Úmrtí v roce 1941
- 5. ledna – Karolína Anna Quastová, profesionální česká fotografka, která byla pracovně svázána i s fotografickým ateliérem rodiny Quastů v Písku a Sušici (* 28. března 1850)
- 6. ledna – Hermann Christian Neupert, norský fotograf (* 28. června 1875)
- 10. ledna – Paul Marsan dit Dornac, francouzský fotograf (* 6. ledna 1858)
- 23. ledna – Pavel Socháň, slovenský malíř, fotograf, etnograf, dramatik (* 6. června 1862)
- 14. února – Frances Stebbins Allenová, americká fotografka (* 10. srpna 1854)
- 18. února – Mary Electa Allenová americká fotografka (* 14. května 1858)
- 8. března – Carlo Anadone, italský malíř a fotograf (* ?)
- 1. dubna – Arthur Menell, německý knihkupec, spisovatel, malíř a fotograf (* 2. října 1855)
- 9. dubna – Herman van der Worp, nizozemský fotograf a malíř (* 8. ledna 1849)
- 14. dubna – Guillermo Kahlo, německo-mexický fotograf a otec malířky Fridy Kahlo (* 26. října 1871)
- 14. dubna – John Boyd, kanadský amatérský fotograf (* 22. prosince 1865)
- 31. května – Francis Meadow Sutcliffe, anglický fotograf (* 6. října 1853)
- 11. června – Karl Theodor Gremmler, německý fotograf, který působil především v Brémách a Berlíně, styl Neues Sehen (* 4. ledna 1909)
- 15. června – Johannes Meiner, německý fotograf působící především ve švýcarském Curychu (* 28. ledna 1867)
- 30. června – Hélène Edlund, švédská fotografka (* 20. října 1858)
- 7. července – Alter Kacyzne, židovský spisovatel a fotograf (* 31. května 1885)
- 29. srpna – Kees Ivens, holandský fotograf, podnikatel a místní politik (* 24. února 1871)
- 7. září – Secondo Pia, italský právník a amatérský fotograf (* 9. září 1855)
- 17. září – Iosif Berman, rumunský fotograf a žurnalista (* 17. ledna 1892)
- 30. září – Ema Spencerová, amatérská fotografka z Newarku v Ohiu, po boku Clarence H. Whitea spoluzaložila amatérský fotografický klubu Newark Camera Club (* 1. března 1857)
- 20. listopadu  – Bertha Vyverová, anglická spisovatelka a fotografka (* 11. června 1854)
- 7. prosince – Frederik Hilfling-Rasmussen, norský fotograf dánského původu (* 14. října 1869)
- 12. prosince – Branson DeCou, americký fotograf (* 20. října 1892)
- 30. prosince – El Lisickij, ruský malíř, návrhář, fotograf, typograf a architekt (* ?)
- ? – Jelena Lukinična Mrozovskaja, ruská fotografka (* před rokem 1892)
- ? – Mišima Tokiwa, japonský fotograf (* 1854)
- ? – Michail Grigorjevič Prechněr, sovětský fotograf (* 1911)